# Gwendolyn Tonge

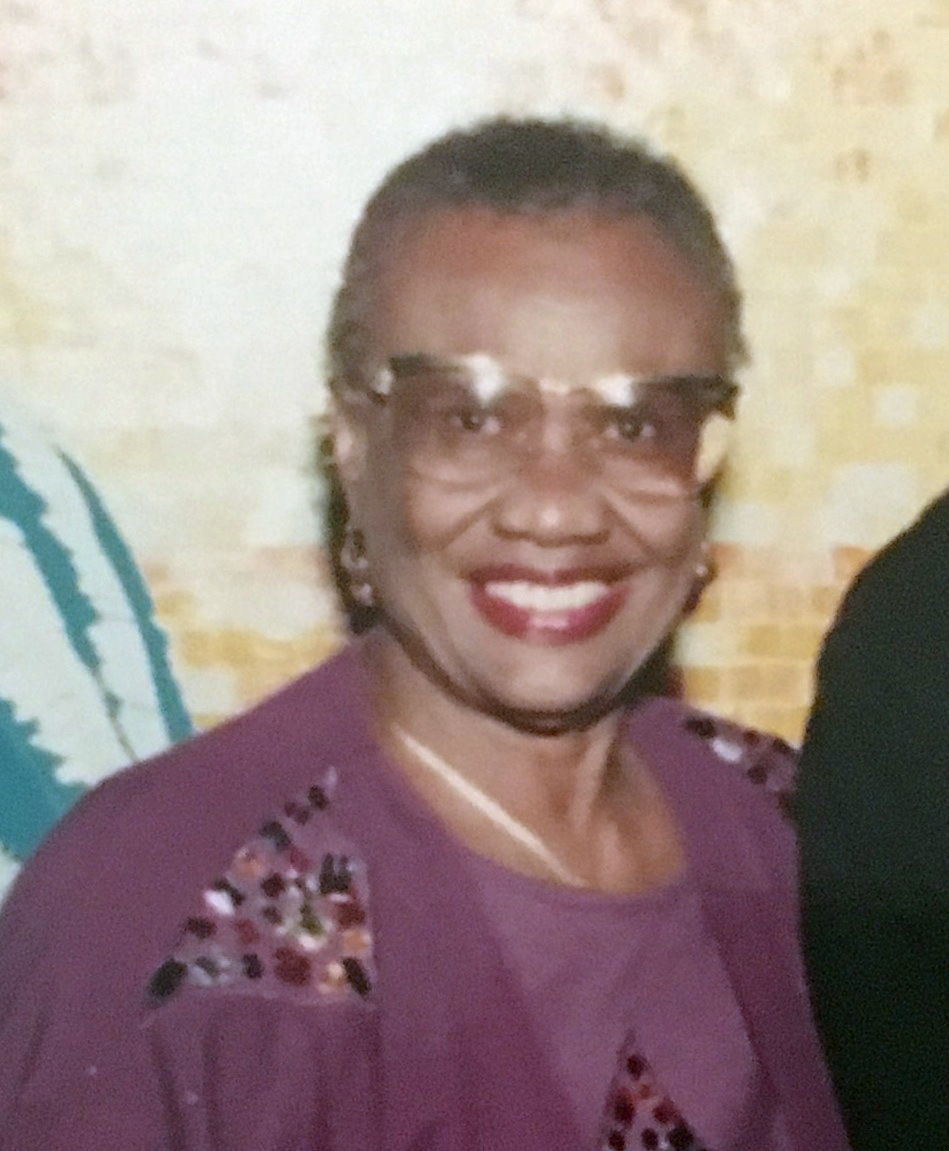
Gwendolyn Tonge

Dame Gwendolyn Moreen Tonge MBE (geb. Gwendolyn Moreen Peters, 3. Oktober 1923 in Seatons; gest. 28. September 2012 in St. John’s) war eine Lehrerin und Hauswirtschafterin in Antigua. Nachdem sie viele Jahre unterrichtet hatte, wurde sie Leiterin des Frauenreferats der Regierung (Women’s Desk), dem Vorläufer des Direktorats für Gleichstellungsfragen (Directorate of Gender Affairs). Nach ihrer Ernennung zur Senatorin arbeitete sie weiterhin im Büro des Premierministers, wo sie für Frauenpolitik zuständig war. Als Auntie Gwen moderierte sie die Kochshow Cooking Magic, die von den 1960er Jahren bis zu ihrem Tod im Antigua and Barbuda Broadcasting Service (ABS) ausgestrahlt wurde – abgesehen von Nachrichtensendungen die am längsten laufende Fernsehserie in der östlichen Karibik. Sie wurde mit zahlreichen Auszeichnungen geehrt, so dem Order of the British Empire (MBE), dem Order of Honour of Antigua and Barbuda und dem Distinguished Order of the Nation.

## Leben

### Jugend
Gwendolyn Moreen Peters wurde am 3. Oktober 1923 in Seatons, auf der Insel Antigua in der Ostkaribischen Nation Antigua und Barbuda. Sie erhielt ihre Grundausbildung in Antigua, wo sie in einem Caribbean Pupil-Teacher Program ausgebildet wurde, dass sie als Lehrerin arbeiten konnte. Sie studierte dann Pädagogik am Housecraft Centre in Barbados und ging für weitere Studien an die University of Puerto Rico.

### Karriere
Nach ihrer Rückkehr nach Antigua arbeitete Peters an der Green Bay Government School in Saint John Parish, wo sie Haushaltswissenschaft (domestic science) unterrichtete. 1952 fand in Port of Spain, Trinidad, die Caribbean Conference of Home Economics statt, wodurch die Regierung von Antigua dazu veranlasst wurde, ein Schulungsprogramm mit dem Schwerpunkt Hauswirtschaft zu erstellen. Peters wurde die Verantwortung als Erstbetreuerin für das Programm übertragen. Sie entwickelte ein dreijähriges Zertifizierungsprogramm für Grund- und weiterführende Schulen. Als sie von einem Programm des Macdonald Institute (Teil der späteren University of Guelph) hörte, bewarb sie sich für ein weiteres Studium in Kanada. Ihre Bewerbung für ein Stipendium in Kanada wurde von der Regierung abgelehnt, aber es wurden Kurse an der Cornell University bewilligt. So reiste Peters nach New York und begann mit Kursen. Nach Intervention der Schulleiterin von Madconald’s, Margaret McCready, wurde Peters dann doch an das Macdonald Institue geschickt, wo sie 1959 mit einem Abschluss in Home Economics graduierte.
Peters heiratete Edgar T. Tonge, der später Assistant Superintendent der Polizei wurde. Das Paar hatte sechs Kinder: Euline, Eustace, Hesketh, Erna-Mae, Roger und Edgar. 1964 begann sie als Moderatorin der Fernsehshow Cooking Magic im Antigua and Barbuda Broadcasting Service (ABS). Die Sendung legte einen Schwerpunkt auf preisgünstige Ernährung und präsentierte traditionelle, regionale Rezepte mit lokal angebauten Zutaten. Das Programm wurde dienstags und mittwochs in der gesamten Karibik und von angeschlossenen Sendern auch in Louisiana und in New York ausgestrahlt. Ursprünglich wurden die Folgen in einem Studio gedreht, später in Tonges Heim. Die Lichter dazu wurden in ihrer Küche mit Klebeband an die Decke geklebt. Die Sendung inspirierte Tonge dazu zwei Kochbücher zu veröffentlichen: Cooking Antigua’s Foods (1973) und Cooking Magic.
Sie wurde eines der Gründungsmitglieder der Caribbean Association of Home Economists (CAHE) 1972 und wurde 1975 als Vizepräsidentin gewählt. Sie wurde die zweite Präsidentin der Organisation und diente von 1977 bis 1981; bis 1989 war sie Beraterin der Vereinigung. 1978 wurde sie für ihre Bildungsarbeit mit dem Order of the British Empire ausgezeichnet. Sie war nicht nur maßgeblich an der Gründung der CAHE beteiligt, sondern auch die treibende Kraft hinter der Entwicklung des Magazins der Organisation, The Home Economist, welches 1979 erstmals veröffentlicht wurde. Sie war auch an der Veröffentlichung und als Ko-Autorin an drei Bänden von Lehrbüchern beteiligt, Caribbean Home Economics in Action Books. Die Bücher sind noch immer weit verbreitet in der Region, wenn es um die Lehre von Domestic Science geht. Ein Stipendium in ihrem Namen wurde 1981 eingerichtet, welches Mitgliedern der CAHE zugesprochen wird, die eine Fortbildung anstreben. Sie gründete außerdem die Organisation Antigua and Barbuda Partners of the Americas um interkulturellen Austausch und Freiwilligenarbeit zu unterstützen. Zwischen 1981 und 1983 organisierte sie 41 Austausche mit Workshops und Freiwilligenprogrammen für Touristen, welche in Antigua und in  Rochester (New York) durchgeführt wurden.
1980 wurde Tonge beauftragt den Women’s Desk (Frauenbüro) aufzubauen, eine Vorläuferorganisation des Directorate of Gender Affairs der Regierung. 1994 wurde sie in den Senat berufen und diente als Parliamentary Secretary of Women’s Affairs. Diesen Posten behielt sie bis 1999, als sie zu Commissioner for Gender Affairs, Child Welfare, Single Parents and Care for the Elderly im Ministerium des Premierministers berufen wurde. Tonge hatte das Amt bis 2001 inne. Sie war Verantwortlich für Politik mit Bezug auf Frauen, inklusive Gesetzgebung zu Häuslicher Gewalt, wirtschaftlichen Sicherheiten, Bildung, Gesundheit. Sie war zeitgleich auch die Delegierte für Antigua und Barbuda bei der Inter-American Commission of Women, und wurde mit dem Order of Honour von Antigua und Barbuda für ihre Arbeit mit Frauen ausgezeichnet. Tonge wurde im November 2006 zur Dame Commander des Distinguished Order of the Nation ernannt. Die Antigua Hotel and Tourist Association benannte 2008 ihr zu Ehren den ersten Preis in ihrem Magic Mango Menu-Wettbewerb.

## Tod und Vermächtnis
Tonge starb am 28. September 2012 in ihrem Heim in der Campsite Neighborhood von St. John’s, Antigua. Sie erhielt ein Staatsbegräbnis und wurde auf dem St. John’s Public Cemetery beigesetzt. Posthum schuf die Regierung von Antigua und Barbuda das Dame Gwendolyn Tonge Scholarship, welches alle drei Jahre ausgelobt wird für Studenten von Gender Studies. Ihr Fernsehprogramm Cooking Magic wird mit ihrer Tochter, Erna Mae weitergeführt. Ihr Sohn Hesketh produziert die Sendung. 2013 wurde sie durch das Institute for Gender and Development Studies am St. Augustine Campus der University of the West Indies geehrt für ihre Beiträge zur Verbesserung der Lage der Frauen in der Karibik.